# 대조선국우정규칙
대조선국우정규칙(大朝鮮國郵征規則)은 조선 고종 때인 1884년 음력 10월 9일(11월 26일)자로 허가된 전문 7장 46조로 되어 있는 우정 관련 규칙입니다.

## 구성
- 제1장 내국우정세 - 국내우편 및 요금
- 제2장 면세우정 - 요금 면제 우체물
- 제3장 관보(官報) 및 서적류
- 제4장 등기우정 - 등기우편
- 제5장 우정초표 - 우표 관련 사항
- 제6장 잡칙(雜則) - 우편물의 대소와 금지물품 등을 규정
- 제7장 외국우정 - 국제우편

## 기타
이 규정집은 1967년에야 알려졌고, 1894년 대조선국우정총국직제장정(大朝鮮國郵征總局職制章程)과 대조선국우정국사무장정(大朝鮮國郵征局事務章程)을 우정규칙과 함께 재가하였다. 일본의 역체국(驛替局) 규칙을 참고하여 만들어졌다.
개화당이 1884년 12월 4일(음력 10월 17일) 우정국 낙성식에서 갑신정변을 일으킨다.

## 같이 보기
- 일본의 역체국(驛替局) 규칙
- 갑신정변